# 日戈尔和洛兹龙
日戈尔和洛兹龙（法語：Gigors-et-Lozeron，法語發音：[ʒiɡɔʁ e lozʁɔ̃]）是法国德龙省的一个市镇，位于该省中部，属于迪镇区。

## 地理
日戈尔和洛兹龙（44°47'38"N, 5°6'29"E）面积35.27 平方千米，位于法国奥弗涅-罗讷-阿尔卑斯大区德龙省，该省份为法国东南部内陆省份，北起顺时针与伊泽尔省、上阿尔卑斯省、上普罗旺斯阿尔卑斯省、沃克吕兹省和阿尔代什省接壤。
与日戈尔和洛兹龙接壤的市镇（或旧市镇、城区）包括：拉博姆科尔尼亚讷、热尔瓦讷河畔博福尔、勒沙法勒、科博讷、孔博万、乌尔什、普朗德拜、叙兹、沃纳韦-拉罗谢特。

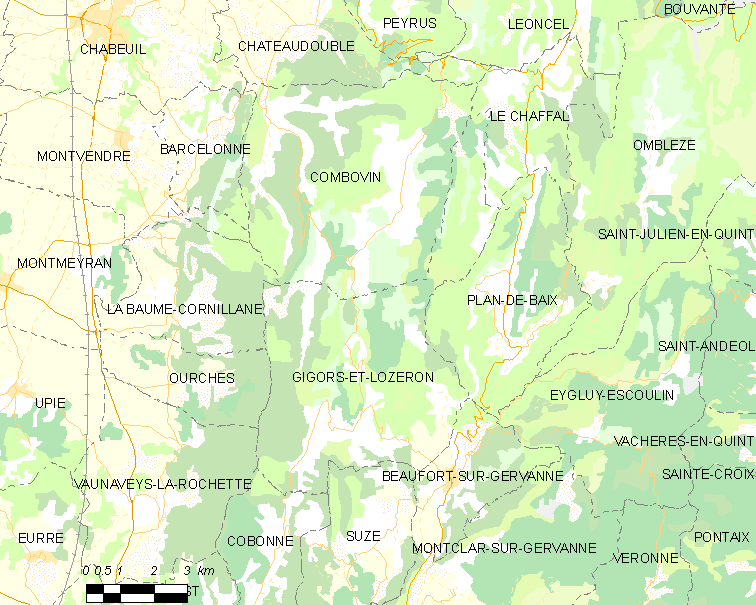
日戈尔和洛兹龙的OSM定位图

日戈尔和洛兹龙的时区为UTC+01:00、UTC+02:00（夏令时）。

## 行政
日戈尔和洛兹龙的邮政编码为26400，INSEE市镇编码为26141。

## 政治
日戈尔和洛兹龙所属的省级选区为克雷县。

## 人口

1962-2008年间日戈尔和洛兹龙人口变化图示

日戈尔和洛兹龙于2022年1月1日时的人口数量为219人。